# Biltseweg 41 (Soest)
Biltseweg 41 is een gemeentelijk monument aan aan de westzijde van Soest in de provincie Utrecht. 
Het witgepleisterde woonhuis staat in het landgoed Pijnenburg schuin achter 't Spiehuis. De twee schuren achter het pand staan haaks op de Biltseweg. Aan de linkerzijde is een erker aangebouwd. Op het mansardedak liggen Oud-Hollandse dakpannen met op de nok een schoorsteen